# Грос-Келле
Грос-Келле (нем. Groß Kelle) — община в Германии, в земле Мекленбург-Передняя Померания.
Входит в состав района Мюриц. Подчиняется управлению Рёбель-Мюриц.  Население составляет 131 человек (на 31 декабря 2010 года). Занимает площадь 6,68 км².